# Warmse
Warmse ist ein Ortsteil der Gemeinde Meinersen (Samtgemeinde Meinersen) im niedersächsischen Landkreis Gifhorn. Bis 1974 war es Bestandteil der Gemeinde Höfen.

## Geografie und Verkehrsanbindung

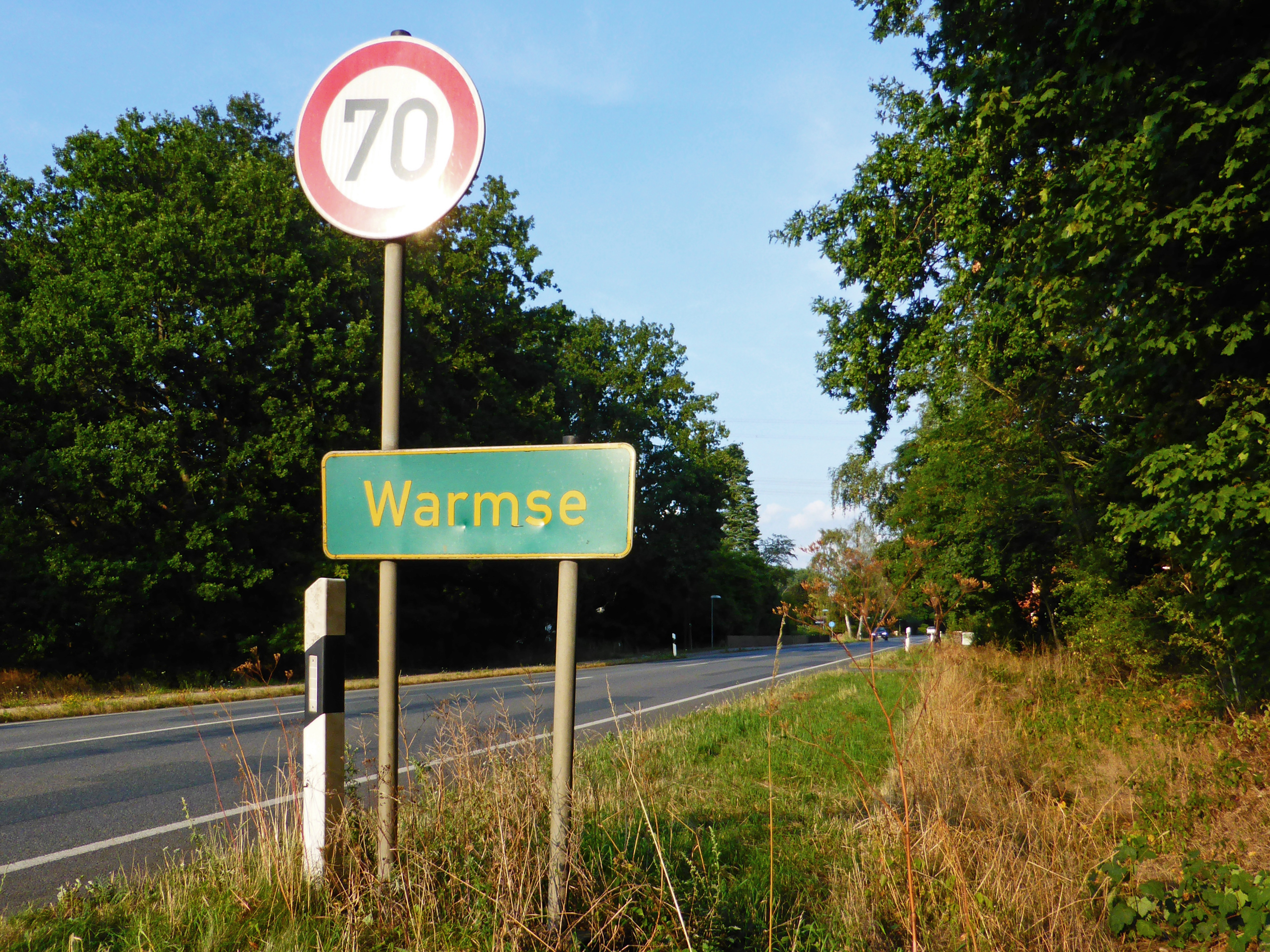
B 188 in Warmse

Warmse liegt im äußersten Westen des Landkreises Gifhorn. Der Ort liegt westlich des Kernortes Meinersen.
Durch den Ort führt die B 188 und westlich verläuft die B 214.

## Vereine
Warmse ist den Vereinen im benachbarten Päse angeschlossen.